# Real Zaragoza 1988-1989
Questa voce raccoglie le informazioni riguardanti il Real Zaragoza nelle competizioni ufficiali della stagione 1988-1989

## Stagione
Il 5 settembre 1988, dopo due anni in carica, il presidente Miguel Beltrán Picapeo annuncia le sue dimissioni. Resterà in carica fino al 27 novembre, giorno in cui si tengono le elezioni. Il nuovo presidente diventa José Ángel Zalba.
Per questa stagione, il nuovo allenatore è il serbo Radomir Antić, alla sua prima esperienza su una panchina di una prima squadra, dopo le esperienze al Partizan Belgrado come vice e come allenatore delle giovanili.
In Coppa del Re la squadra aragonese viene eliminata al primo turno dal Real Valladolid (sconfitta per 1-2 in casa e pareggio per 1-1 in trasferta).
In campionato la squadra concluderà al quinto posto.

## Rosa
| N. |                     | Ruolo | Calciatore                        |
| -- | ------------------- | ----- | --------------------------------- |
|    | Paraguay (bandiera) | P     | José Luis Chilavert               |
|    | Spagna (bandiera)   | P     | Andoni Cedrún                     |
|    | Spagna (bandiera)   | P     | Eugenio Vitaller                  |
|    | Spagna (bandiera)   | P     | Manuel Ruiz Pérez                 |
|    | Spagna (bandiera)   | D     | Francisco Javier Pérez Villarroya |
|    | Spagna (bandiera)   | D     | Juanito                           |
|    | Spagna (bandiera)   | D     | Isidro Villanova                  |
|    | Spagna (bandiera)   | D     | Alfonso Fraile                    |
|    | Spagna (bandiera)   | D     | Narcís Julià                      |
|    | Spagna (bandiera)   | D     | Alberto Belsué                    |
|    | Spagna (bandiera)   | D     | Jesús Glaría Yetano               |
|    | Spagna (bandiera)   | D     | Tino                              |
|    | Spagna (bandiera)   | D     | Tomás Ismael Blesa                |
|    | Spagna (bandiera)   | D     | Virgilio Hernández Paesa          |
|    | Spagna (bandiera)   | C     | Juan Antonio Señor                |

| N. |                      | Ruolo | Calciatore                |
| -- | -------------------- | ----- | ------------------------- |
|    | Spagna (bandiera)    | C     | Jordi Florido             |
|    | Spagna (bandiera)    | C     | Juan Carlos Justes Albiol |
|    | Spagna (bandiera)    | C     | Carlos Conde              |
|    | Spagna (bandiera)    | C     | Juan Vizcaíno             |
|    | Spagna (bandiera)    | C     | José María Lumbreras      |
|    | Argentina (bandiera) | A     | Juan Antonio Crespín      |
|    | Spagna (bandiera)    | A     | Miguel Pardeza            |
|    | Spagna (bandiera)    | A     | Salillas                  |
|    | Spagna (bandiera)    | A     | Roberto Elvira            |
|    | Spagna (bandiera)    | A     | Moisés García             |
|    | Bulgaria (bandiera)  | A     | Nasko Sirakov             |
|    | Bulgaria (bandiera)  | A     | Božidar Iskrenov          |
|    | Spagna (bandiera)    | A     | Francisco Higuera         |
|    | Spagna (bandiera)    | A     | Salva                     |